# Port lotniczy Al Sahra
Port lotniczy Al Sahra, obecnie Contingency Operating Base Speicher (ICAO: ORSH) – port lotniczy położony w mieście Tikrit, w Iraku. Obecnie funkcjonuje jako amerykańska wojskowa baza lotnicza. 